# Хоћу тебе
Хоћу тебе је осми студијски албум српске поп певачице Неде Украден, и представља велику прекретницу у њеној каријери, јер је учинио великом звездом, пошто се на овом албуму налази хит Зора је. Албум је издат 1985. године за Југотон, продуцент албума био је Мато Дошен. Пратеће вокале на албуму певали су   Ксенија Еркер, Дуња Суммо, Весна Срећковић и Ивица Бобинец. Прво издање албума је достигло дијамантски статус, а на овом албуму радила је и Марина Туцаковић. На албуму се налази дует Само је небо изнад нас са Матом Дошеном. Поред песме Зора је, издвојиле су се и песме Мог друга брат и Злато моје, златане. На албуму су радили и басиста и продуцент Душко Јовановић, гитариста Бранко Богуновић, басиста Бранко Кезеле и бубњар Драгољуб Мило Васић.

## Списак песама
Аутор(и) свих песама: Ђорђе Новковић.
| №   | Назив                  | Текст                  | Трајање |  |
| 1.  | Зора је                | Марина Туцаковић       |         |  |
| 2.  | Злато моје, златане    | Марина Туцаковић       |         |  |
| 3.  | Ниси ти био за мене    | Зринко Тутић           |         |  |
| 4.  | Брат (Мог друга брат)  | Катарина Шошкић Наглов |         |  |
| 5.  | Обећао си све          | Рајко Шимуновић        |         |  |
| 6.  | Медени                 | Зринко Тутић           |         |  |
| 7.  | Не бој се, душо        | Зринко Тутић           |         |  |
| 8.  | Само је небо изнад нас | Зринко Тутић           |         |  |
| 9.  | Прва љубав             | Зоран Башић            |         |  |
| 10. | Не волим ни твоје име  | Катарина Шошкић Наглов |         |  |